# Luhovka
Luhovka (oroszul: Луховка) városi jellegű település Oroszországban, Mordvinföldön. Szaranszk városi körzethez tartozik.
Lakossága: 8639 fő (a 2010. évi népszámláláskor).
Szaranszktól 2 km-re délkeletre, a Tavla folyó bal partján helyezkedik el. Mellette halad a Kocskurovón át Penzába vezető országút. A köztársasági fővárossal városi autóbuszjárat köti, és iránytaxi is közlekedik.
A településen alakították ki a Mordvinföldi Állami Egyetem kísérleti tangazdaságát.